# NGC 6039
NGC 6039 és una galàxia lenticular massiva situada a uns 460 milions d'anys llum de distància a la constel·lació d'Hèrcules. NGC 6039 va ser descoberta per astrònom Édouard Stephan el 27 de juny de 1870 i més tard redescoberta per l'astrònom Lewis Swift el 27 de juny de 1886. NGC 6039 és membre del cúmul d'Hercules, que forma part de la Gran Barrera CfA2.